# San José Guayabal
San José Guayabal es uno de los distritos de la alcaldía de Cuscatlán Norte del departamento de Cuscatlán, El Salvador. Según el censo oficial de 2024, tiene una población de 14.032 habitantes.

## Historia
La aldea surgió a mediados del siglo XVIII, y era conocida como Guayabal por la abundancia de guayabo. En 1770, de acuerdo a Pedro Cortés y Larraz, tenía una población de 593 personas sin sujeción a ninguna autoridad. Precisamente, el corregidor intendente don José Ortiz de la Peña comisionó al agrimensor real don Francisco José Vallejo para que trazara el plano de la nueva población, que fue fundada el 13 de noviembre de 1786 como pueblo El Guayabal. Para 1807 contaba con una población de 1.150 habitantes.
Formó parte del departamento de San Salvador desde 1824 hasta 1835, año que pasó al municipio de Suchitoto en Cuscatlán.  
En el 13 de enero de 1854, el gobernador José D. Montiel reporta en un informe de mejoras en el Departamento de Cuscatlán que en el Pueblo de Guayabal se había construido una calzada de 16 varas de largo, 6 de alto y 1.5 varas de ancho. Se comenzó otra calzada de 17 varas de largo, 7 de alto y 1.5 de ancho con el objeto de impedir las corrientes de agua en el invierno que vienen del cerro y se dirigen para la población. Existían allí seis cargas de cal y además doce que estaban pagadas.
Para 1859 tenía una población de 2.302 habitantes. 
El alcalde electo para el año de 1863 era el señor don José María Rivas.
Fue afectado por el terremoto del 19 de marzo de 1873 de 7.3 grados de richter que destruyó a San Salvador.
Para 1890 había ascendido a 5.880. Obtuvo el título de villa en 1875, y el de ciudad en 2006.
En el 10 de abril de 1912 la Asamblea Nacional Legislativa emitió un decreto, sancionado en el 13 de abril por el gobierno de Manuel Enrique Araujo, que declaró carretera nacional el camino que de Soyapango conduce a San José Guayabal pasando por Tonacatepeque; la porción de este camino dentro del municipio de San José Guayabal es hoy parte de las rutas departamentales CUS80W y la CUS79N que se incorpora con la SAL44N al cruzar al departamento de San Salvador hacia Tonacatepeque.

## Información general
El distrito cubre un área de 42,74 km² y la cabecera tiene una altitud de 525 m s. n. m. Colinda con los municipios de Suchitoto y Oratorio de Concepción  por el departamento de Cuscatlán, y con los distritos de Guazapa y San Martín por el departamento de San Salvador. Las fiestas patronales se celebran del 15 al 20 de diciembre y del 15 de enero al 2 de febrero, en honor a San José y a Jesús Del Rescate, respectivamente. 

## División territorial
El distrito posee 5 barrios, siendo estos: El Calvario, La Virgen, El Niño, San Agustín y Aguacayo. He igualmente, posee 9 cantones: El Salitre, La Cruz, Las Ánimas, Llano Grande, Meléndez, Palacios, Piedra Labrada, Ramírez y Rodríguez.

## Espacios ambientales
Cuenta con zonas para ecoturismo como los bosques de Llano Grande, Palacios y el cerro de Guazapa.
El Cerro Guazapa es un lugar de riqueza cultural y natural, que se encuentra además ligado a la guerra civil de los años 1980. Guarda vestigios del conflicto como trincheras, tatús cuevas de resguardo guerrilleras que se encuentran en Piedra Labrada. Además existen rastros de obrajes de añil. En cuanto a su ecosistema, posee áreas adonde se estiman unas 200 especies de plantas y 27 especies de aves, mamíferos y reptiles; aparte de quebradas y cascadas.